# Список правителей Судана до 1956 года

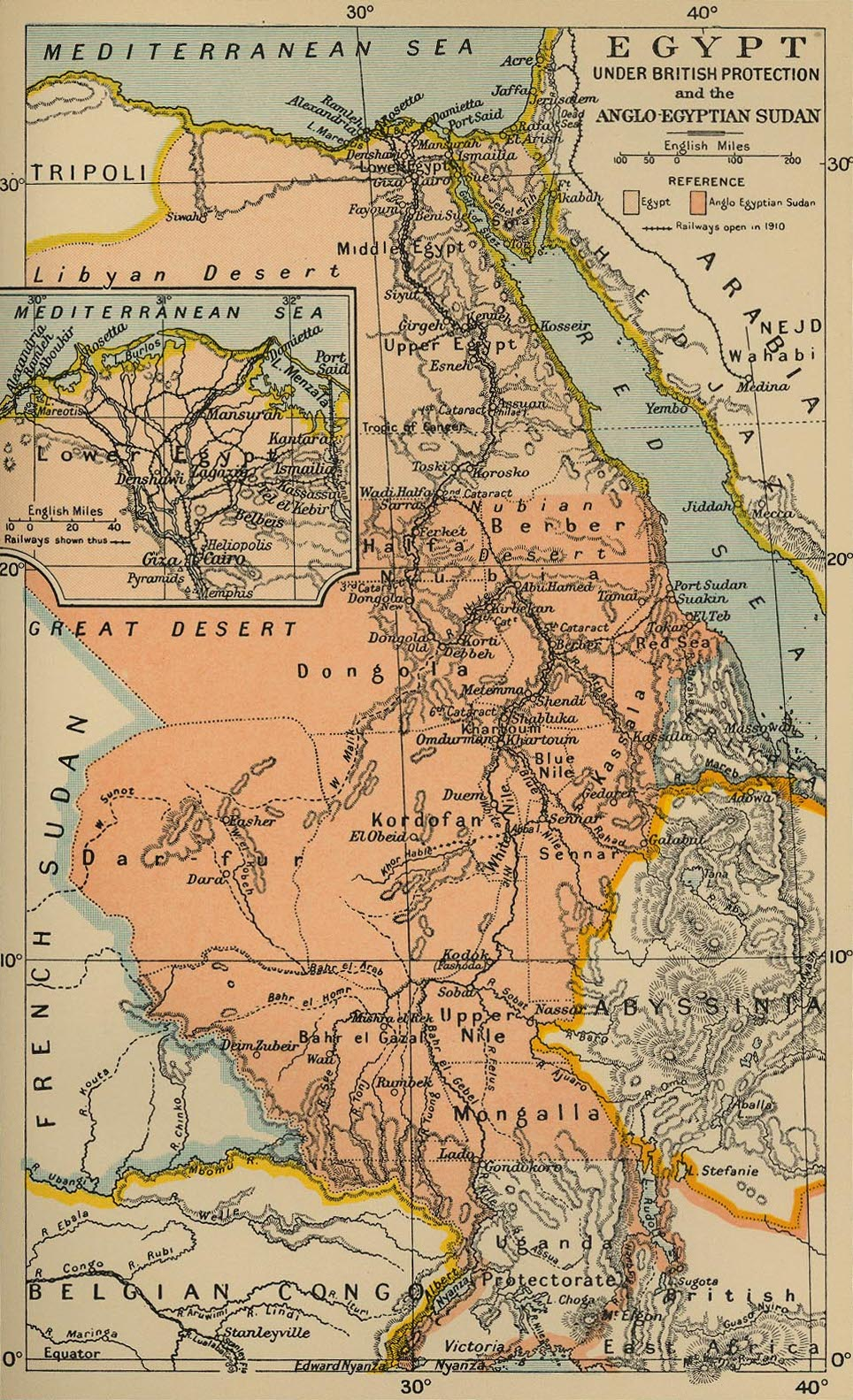
Англо-Египетский Судан (оранжевый) в 1912 году

Штандарт генерал-губернаторов Англо-Египетского Судана

Ниже приведён список египетских и европейских колониальных администраторов (а также лидеров махдистского Судана), ответственных за территорию египетского Судана и англо-египетского Судана, области, эквивалентной современным государствам Судан и Южный Судан.

## Список
| Срок                                 | Портрет                                                                      | Фамилия                                                                      | Примечания                                                                                     |
| ------------------------------------ | ---------------------------------------------------------------------------- | ---------------------------------------------------------------------------- | ---------------------------------------------------------------------------------------------- |
| Египетский Судан                     |                                                                              |                                                                              |                                                                                                |
| Ноябрь 1820 — 1821                   |                                                                              | Исмаил Камел-паша (Ismail Kamel Pasha)                                       | Командующий                                                                                    |
| Апрель 1821 — сентябрь 1824          |                                                                              | Мухаммад-бей Дефтердар (Muhammad Bey Defterdar)                              | Командующий                                                                                    |
| Сентябрь 1824 — май 1825             |                                                                              | Осман-бей Джаркас (Osman Bey Jarkas)                                         | Командующий                                                                                    |
| Май 1825 — март 1826                 |                                                                              | Маху-бей Урфали (Mahu Bey Urfali)                                            | Командующий                                                                                    |
| Март 1826 — 1835                     |                                                                              | Али Хуршид-ага (Ali Khurshid Agha)                                           | Губернатор                                                                                     |
| 1835 — июнь 1838                     | Али Хуршид-паша (Ali Khurshid Pasha)                                         | Хакимдар (генерал-губернатор)                                                |                                                                                                |
| Июнь 1838 — 6 октября 1843           |                                                                              | Ахмад-паша абу Видан (Ahmad Pasha abu Widan)                                 | Хакимдар (генерал-губернатор)                                                                  |
| 1843 — 1845                          |                                                                              | Ахмад-паша Маникли (Ahmad Pasha Manikli, Manliki)                            | Хакимдар (генерал-губернатор)                                                                  |
| 1845 — 1850                          |                                                                              | Халид Хусрав-паша (Khalid Khusraw Pasha)                                     | Хакимдар (генерал-губернатор)                                                                  |
| 1850 — январь 1851                   |                                                                              | Абд аль-Латиф-паша (Abd al-Latif Pasha)                                      | Хакимдар (генерал-губернатор)                                                                  |
| Январь 1851 — май 1852               |                                                                              | Рустом-паша Джаркас (Rustum Pasha Jarkas)                                    | Хакимдар (генерал-губернатор)                                                                  |
| Май 1852 — 1853                      |                                                                              | Исмаил Хакки-паша абу Джебель (Ismail Haqqi Pasha abu Jabal)                 | Хакимдар (генерал-губернатор)                                                                  |
| 1853 — 1854                          |                                                                              | Салим-паша Саиб аль-Джазирли (Salim Pasha Saib al-Jazairli)                  | Хакимдар (генерал-губернатор)                                                                  |
| Июль 1854 — ноябрь 1854              |                                                                              | Али-паша Сирри аль-Арнаут (Ali Pasha Sirri al-Arnaut)                        | Хакимдар (генерал-губернатор)                                                                  |
| 1854 — 1855                          |                                                                              | Али-паша Джаркас (Ali Pasha Jarkas)                                          | Губернатор                                                                                     |
| 1856 — 1858                          |                                                                              | Аракиль-бей аль-Армани (Arakil Bey al-Armani)                                | Губернатор                                                                                     |
| 1859 — 1861                          |                                                                              | Хасан-бей Джаркас (Hasan Bey Salama Jarkas)                                  | Губернатор                                                                                     |
| 1861 — 1862                          |                                                                              | Мухаммад Расих-бей (Muhammad Rasikh Bey)                                     | Губернатор                                                                                     |
| 1862 — 1865                          |                                                                              | Муса-паша Хамди (Musa Pasha Hamdi)                                           | Хакимдар (генерал-губернатор)                                                                  |
| 1865 — ноябрь 1865                   |                                                                              | Умар-бей Факхри (Umar Bey Fakhri)                                            | Исполняющий обязанности хакимдара (генерал-губернатора)                                        |
| Ноябрь 1865 — 1866                   |                                                                              | Джаафар-паша Садик (Jaafar Pasha Sadiq)                                      | Хакимдар (генерал-губернатор)                                                                  |
| 1866 — 5 февраля 1871                |                                                                              | Джаафар-паша Мазхар (Jaafar Pasha Mazhar)                                    | Хакимдар (генерал-губернатор)                                                                  |
| 5 февраля 1871 — октябрь 1872        |                                                                              | Ахмад Мумтаз-паша (Ahmad Mumtaz Pasha)                                       | Хакимдар (генерал-губернатор)                                                                  |
| Октябрь 1872 — 1872                  |                                                                              | Эдхем-паша аль-Арифи ат-Аткалави (Edhem Pasha al-Arifi at-Atqalawi)          | Исполняющий обязанности хакимдара (генерал-губернатора)                                        |
| 1872 — 18 мая 1877                   |                                                                              | Исмаил-паша аль-Айюб (Ismail Pasha al-Aiyub)                                 | Хакимдар (генерал-губернатор)                                                                  |
| Май 1877 — декабрь 1879              |                                                                              | Чарльз Джордж Гордон («Гордон-паша»)                                         | Хакимдар (генерал-губернатор), 1-й срок                                                        |
| Декабрь 1879 — февраль 1882          |                                                                              | Мухаммед Рауф-паша (Muhammad Rauf Pasha)                                     | Хакимдар (генерал-губернатор)                                                                  |
| Февраль 1882 — май 1882              |                                                                              | Гиглер-паша (Giegler Pasha)                                                  | Исполняющий обязанности хакимдара (генерал-губернатора)                                        |
| Май 1882 — март 1883                 |                                                                              | Абд аль-Кадир-паша Хильми (Abd al-Qadir Pasha Hilmi)                         | Хакимдар (генерал-губернатор)                                                                  |
| Март 1883 — 5 ноября 1883            |                                                                              | Ала ад-дин-паша Сиддик (Ala al-Din Pasha Siddiq)                             | Хакимдар (генерал-губернатор)                                                                  |
| Февраля 1884 — 18 февраля 1884       |                                                                              | Генри Уоттс Расселл де Коэтлогон (англ. Henry Watts Russell de Coetlogon)    | Исполняющий обязанности хакимдара (генерал-губернатора)                                        |
| 18 февраля 1884 — 26 января 1885     |                                                                              | Чарльз Джордж Гордон («Гордон-паша»)                                         | Хакимдар (генерал-губернатор), 2-й срок; погиб в конце осады Хартума                           |
| 26 января 1885 — 2 октября 1898      | Махдистский Судан (территории Египетского Судана, контролируемые махдистами) | Махдистский Судан (территории Египетского Судана, контролируемые махдистами) | Махдистский Судан (территории Египетского Судана, контролируемые махдистами)                   |
| 29 июня 1881 — 22 июня 1885          |                                                                              | Мухаммад Ахмад аль-Махди (Махди Суданский)                                   | Самопровозглашённый Махди, исламский мессия                                                    |
| 22 июня 1885 — 2 сентября 1898       |                                                                              | Абдуллах ибн Мухаммад ат-Таиша                                               | Самопровозглашённый халиф, преемник Мухаммада Ахмада; потерпел поражение в битве при Омдурмане |
| Британская военная администрация     |                                                                              |                                                                              |                                                                                                |
| 2 сентября 1898 — 19 января 1899     |                                                                              | Горацио Герберт Китченер                                                     | Военный губернатор                                                                             |
| Англо-Египетский Судан (кондоминиум) |                                                                              |                                                                              |                                                                                                |
| 19 января 1899 — 22 декабря 1899     |                                                                              | Горацио Герберт Китченер                                                     | Генерал-губернатор                                                                             |
| 22 декабря 1899 — 31 декабря 1916    |                                                                              | Сэр Сэр Фрэнсис Реджинальд Уингейт                                           | Генерал-губернатор                                                                             |
| 1 января 1917 — 20 ноября 1924       |                                                                              | Сэр Ли Оливер Фитцморрис Стэк Генерал-губернатор                             | Убит в Каире                                                                                   |
| 21 ноября 1924 — 5 января 1925       |                                                                              | Васей Стерри (Wasey Sterry)                                                  | Исполняющий обязанности генерал-губернатора                                                    |
| 5 января 1925 — 6 июля 1926          |                                                                              | Сэр Джеффри Арчер                                                            | Генерал-губернатор                                                                             |
| 31 октября 1926 — 10 января 1934     |                                                                              | Сэр Джон Лоадер Маффи, 1-й барон Рагби                                       | Генерал-губернатор                                                                             |
| 10 января 1934 — 19 октября 1940     |                                                                              | Сэр Джордж Стюарт Саймс                                                      | Генерал-губернатор                                                                             |
| 19 октября 1940 — 8 апреля 1947      |                                                                              | Сэр Хьюберт Джервойс Хаддлстон                                               | Генерал-губернатор                                                                             |
| 8 апреля 1947 — 29 марта 1954        |                                                                              | Сэр Роберт Джордж Хау                                                        | Генерал-губернатор                                                                             |
| 29 марта 1954 — 12 декабря 1955      |                                                                              | Сэр Александер Кнокс Хельм                                                   | Генерал-губернатор                                                                             |
| 12 декабря 1955 — 1 января 1956      |                                                                              | Мухаммад Ахмад Абу Раннат (Muhammad Ahmad Abu Rannat)                        | Исполняющий обязанности генерал-губернатора                                                    |
| 1 января 1956                        | Провозглашено независимое государство Республика Судан                       | Провозглашено независимое государство Республика Судан                       | Провозглашено независимое государство Республика Судан                                         |